# Claudio Caorsi
Claudio Caorsi (Genova, 1970) è un ex pallanuotista italiano. Con la calottina dell'Ortigia ha vinto due Coppe Comen. È allenatore e presidente della R.N. Verona.